# Maurepas (Yvelines)
Maurepas is een gemeente in het Franse departement Yvelines (regio Île-de-France) en telt 19.586 inwoners (1999). De plaats maakt deel uit van het arrondissement Rambouillet. Het is een van de twaalf gemeenten van de nieuwe stad Saint-Quentin-en-Yvelines.

## Geografie
De oppervlakte van Maurepas bedraagt 8,3 km², de bevolkingsdichtheid is 2359,8 inwoners per km².
De onderstaande kaart toont de ligging van Maurepas (Yvelines) met de belangrijkste infrastructuur en aangrenzende gemeenten.

## Demografie
Onderstaande figuur toont het verloop van het inwonertal (bron: INSEE-tellingen).